# Maicon Santos
Maicon dos Santos Corrêa, noto semplicemente come Maicon Santos (Paracambi, 18 aprile 1984), è un ex calciatore brasiliano, di ruolo attaccante.

## Carriera
Ha iniziato la sua carriera in Brasile, giocando per il Madureira e per il Remo. Nel 2006 si trasferisce in Tunisia per giocare nell'Étoile du Sahel. Dopo aver giocato mezza stagione con il club tunisino viene ceduto in prestito al club libico dell'Al-Nasr. Successivamente si trasferisce in Israele per giocare con l'Ironi Kiryat Shmona e il Bnei Sakhnin. Nel 2008 torna in Brasile per giocare con il Bonsucesso. Nella stagione successiva viene ceduto in prestito ai Chivas USA in cui ha totalizzato 19 presenze e segnato due gol. Il 9 luglio 2010 viene ufficializzato il suo trasferimento al Toronto FC.
Il 2 febbraio 2012 torna nuovamente negli USA trasferendosi allo D.C. United.

## Palmarès

### Club

#### Competizioni statali
- Taca Rio: 1

Madureira: 2006

#### Competizioni nazionali
- Canadian Championship: 3

Toronto: 2010, 2011, 2012